# 吉岡賞
吉岡賞（よしおかしょう）は、建築家の登竜門と呼ばれる新人賞。

## 概要
1987年に吉岡賞として創設。2008年度、新建築賞へと改称されたが、2013年度より吉岡賞へと再改称された。建築雑誌『新建築住宅特集』の新人賞として、住宅作品を通して建築設計の新たな展開に大きな可能性を感じさせる新人の奨励のために、その作品の設計者を表彰する賞である。名称の由来は、『新建築』の創刊者である吉岡保五郎の名である。

## 歴代受賞作品・受賞者
| 受賞回           | 作品名                             | 受賞者                                    |
| ---------------- | ---------------------------------- | ----------------------------------------- |
| 第36回（2020年） | daita2019                          | 山田紗子                                  |
| 第35回（2019年） | アパートメントハウス               | 髙橋一平                                  |
| 第34回（2018年） | 桃山ハウス                         | 中川エリカ                                |
| 第33回（2017年） | houseT/salonT                      | 木村吉成・松本尚子/木村松本建築設計事務所 |
| 第32回（2016年） | リビングプール                     | 増田信吾+大坪克亘                         |
| 第31回（2015年） | 食堂付きアパート                   | 仲俊治・宇野悠里/仲建築設計スタジオ       |
| 第30回（2014年） | 富塚の天井                         | 403architecture(彌田徹・辻琢磨・橋本健史) |
| 第29回（2013年） | かみのきの家                       | 杉下均                                    |
| 第29回（2013年） | 六甲の住居                         | 島田陽                                    |
| 第28回（2012年） | 二重螺旋の家                       | 大西麻貴+百田有希                         |
| 第28回（2012年） | Small House                        | 畝森泰行                                  |
| 第27回（2011年） | マイナスKハウス                    | 佐伯聡子+K.M.Tan/Kuu Architects           |
| 第27回（2011年） | 地中の棲処                         | 末光弘和＋末光陽子                        |
| 第26回（2010年） | house I                            | 宮晶子                                    |
| 第26回（2010年） | HOUSE C 地層の家                   | 中村拓志                                  |
| 第25回（2009年） | HI-ROOMS 明大前A／路線際の長屋     | 若松均                                    |
| 第25回（2009年） | カタガラスの家                     | 武井誠＋鍋島千恵                          |
| 第24回（2008年） | アパートメントI                    | 乾久美子                                  |
| 第24回（2008年） | 桜台の住宅                         | 長谷川豪                                  |
| 第23回（2007年） | 2004                               | 中山英之＋名和研二                        |
| 第23回（2007年） | オモヤ・ハナレ                     | 垣内光司＋下山聡                          |
| 第22回（2006年） | 阿佐谷南の家                       | 小川広次                                  |
| 第22回（2006年） | ドリフト                           | SUPER-OS                                  |
| 第21回（2005年） | 0/8                                | 有馬裕之                                  |
| 第21回（2005年） | MESH                               | 千葉学                                    |
| 第20回（2004年） | BLOC                               | 米田明                                    |
| 第20回（2004年） | 此花の長床                         | 中村勇大                                  |
| 第19回（2003年） | 矩形の森                           | 五十嵐淳                                  |
| 第19回（2003年） | エアー・ハウス                     | 三分一博志                                |
| 第18回（2002年） | 屋根の家                           | 手塚貴晴+手塚由比                         |
| 第18回（2002年） | 牛久のギャラリー                   | 堀部安嗣                                  |
| 第17回（2001年） | 仙川の住宅                         | 佐藤光彦                                  |
| 第17回（2001年） | slash（富士北麓の家）              | 岡田哲史                                  |
| 第16回（2000年） | ミニ・ハウス                       | 塚本由晴＋貝島桃代（アトリエ・ワン）      |
| 第16回（2000年） | ナチュラルシェルター               | 遠藤政樹＋池田昌弘                        |
| 第15回（1999年） | 久住章のゲストハウス2              | 久住章＋淡路島ワークショップ              |
| 第15回（1999年） | ウィークエンドハウス               | 西沢立衛                                  |
| 第14回（1998年） | 遠ざかる家 FRAGMENTS IV            | 板屋リョク                                |
| 第14回（1998年） | 読売メディア・ミヤギ・ゲストハウス | 阿部仁史                                  |
| 第13回（1997年） | S(エス)                            | 青木淳                                    |
| 第13回（1997年） | W house                            | 入江経一                                  |
| 第12回（1996年） | F4                                 | 石田敏明                                  |
| 第12回（1996年） | 箱の家ーI                          | 難波和彦                                  |
| 第12回（1996年） | 家具の家・カーテンウォールの家     | 坂茂                                      |
| 第11回（1995年） | 宮の町タウンハウス                 | 宮森洋一郎                                |
| 第11回（1995年） | TH-1                               | 朝倉則幸                                  |
| 第10回（1993年） | 保谷本町のクリニック               | ワークショップ                            |
| 第10回（1993年） | 甲 SHELL koura                     | 徳井正樹                                  |
| 第9回（1992年）  | 週末住宅[暗箱と鳥籠]               | 中尾寛＋井上昌彦＋芹澤浩子                |
| 第9回（1992年）  | MURAMATSU HOUSE                    | 宇野求                                    |
| 第8回（1991年）  | 狐ヶ城の家                         | 古谷誠章                                  |
| 第8回（1991年）  | 東川口の住宅ー車椅子のための住まい | 谷口宗彦＋田中栄作                        |
| 第7回（1990年）  | 中山の家                           | 村上徹                                    |
| 第7回（1990年）  | 桜台アパートメント                 | シーラカンス                              |
| 第6回（1989年）  | PLATFORM                           | 妹島和世                                  |
| 第5回（1989年）  | 湖畔の住宅                         | 木下庸子                                  |
| 第5回（1989年）  | 特別賞:阿佐ケ谷の家                | 高木敦子                                  |
| 第4回（1988年）  | 軽井沢の別荘                       | アモルフ                                  |
| 第3回（1988年）  | 麦の家                             | 首藤廣剛                                  |
| 第2回（1987年）  | NAP HOUSE                          | 杉浦伝宗                                  |
| 第1回（1987年）  | ヴィラ森井                         | 團紀彦                                    |
| 第1回（1987年）  | 三谷さんの家                       | 中村好文                                  |